# Lidköpings kommun
58°30′N 13°11′Ø / 58.500°N 13.183°Ø
Lidköping kommune ligger i det svenske län Västra Götalands län, i landskapet Västergötland ved søen Vänern. Kommunens administrationscenter ligger i byen Lidköping.
I Kommunen ligger halvøen Kålland, og nord for den Kållandsö, der er den næststørste ø i Vänern.

## Byer
Lidköping kommune har syv byer.

indbyggere pr. 31. december 2005.
| #  | By        | Indbyggere |
| -- | --------- | ---------- |
| 1. | Lidköping | 24.941     |
| 2. | Vinninga  | 1.064      |
| 3. | Järpås    | 808        |
| 4. | Filsbäck  | 647        |
| 5. | Örslösa   | 298        |
| 6. | Saleby    | 213        |
| 7. | Tun       | 207        |